# Dân quân tự vệ (Việt Nam)
Dân quân tự vệ là lực lượng vũ trang quần chúng (tức dân quân) không thoát li sản xuất, công tác, là một bộ phận cấu thành Lực lượng vũ trang nhân dân Việt Nam, đặt dưới sự lãnh đạo của Đảng Cộng sản Việt Nam, dưới sự thống lĩnh của Chủ tịch nước Cộng hòa xã hội chủ nghĩa Việt Nam, sự quản lí điều hành của Chính phủ và của Ủy ban nhân dân các cấp, sự chỉ đạo, chỉ huy thống nhất của Bộ trưởng Bộ Quốc phòng và sự chỉ đạo, chỉ huy trực tiếp của cơ quan quân sự địa phương có trách nhiệm bảo vệ chính quyền, bảo vệ tính mạng, tài sản của nhân dân, tài sản của Nhà nước ở cấp xã, cơ quan, tổ chức.
Theo Luật Dân quân tự vệ số 48/2019/QH14 ngày 22 tháng 11 năm 2019 của Quốc hội Việt Nam khóa XIV, dân quân tự vệ là lực lượng vũ trang quần chúng không thoát li sản xuất, công tác, được tổ chức ở địa phương gọi là dân quân, được tổ chức ở cơ quan nhà nước, tổ chức chính trị, tổ chức chính trị - xã hội, đơn vị sự nghiệp, tổ chức kinh tế (sau đây gọi chung là cơ quan, tổ chức) gọi là tự vệ.

## Lịch sử
Trong thời kỳ chuẩn bị lực lượng tiến tới Cách mạng tháng Tám năm 1945, Đảng Cộng sản Việt Nam đã thành lập những đội "Tự vệ đỏ" trong cao trào Xô Viết Nghệ Tĩnh (1930 - 1931). Sau đó đến Đội du kích Bắc Sơn, Cứu quốc quân, Du kích Ba Tơ, Quân du kích Nam Kỳ, các Đội du kích hoạt động trong các chiến khu trên khắp cả nước... Đây là lực lượng xung kích trong Cách mạng tháng Tám năm 1945.
Trong kháng chiến chống Pháp, lực lượng Dân quân tự vệ, du kích đã phát triển từ khoảng chục vạn người vào tháng 8/1945 tăng lên khoảng 1 triệu người đầu năm 1946, có quy mô rộng khắp cả nước Đầu năm 1947, Dân quân tự vệ đã phát triển lên gần 3 triệu người, riêng Thủ đô Hà Nội có 6.000 đội viên. Ở chiến trường Nam Bộ, dân quân du kích phát triển trên 270.000 (nữ có 57.000); trong đó, du kích chiến đấu là 14.000. Ở chiến trường Trung Bộ, đến cuối năm 1949 có 285.000 dân quân du kích, 22.000 bạch đầu quân. Ở Bắc Bộ, dân quân du kích phát triển lên hơn 279.000 người. Trong kháng chiến chống Pháp, dân quân tự vệ và bộ đội địa phương đã tiêu diệt 23,1 vạn/tổng số 50 vạn quân địch (chiếm tỉ lệ 46,4%), làm tan rã trên 20 vạn địch (chiếm tỷ lệ 35%) và kiềm chế, phân tán trên 90% tổng số lực lượng địch trên toàn chiến trường
Trong chiến tranh Việt Nam, Dân quân tự vệ ở miền Bắc phát triển nhanh chóng (chiếm 12% dân số miền Bắc trong giai đoạn 1965-1973) Dân quân tự vệ ở miền Bắc đã bắn rơi 424 trong tổng số 4.181 máy bay Mỹ bị bắn rơi trên miền Bắc (chiếm 10%), bắt sống nhiều phi công Mỹ, tiêu diệt hàng chục toán biệt kích, bắn chìm và bắn cháy nhiều tàu chiến địch. Có 183 triệu lượt người được huy động tham gia phục vụ chiến đấu, phòng tránh sơ tán, khắc phục hậu quả bắn phá, chi viện cho chiến trường miền Nam.
Còn ở miền Nam, đến năm 1960, dân quân du kích miền Nam có khoảng 10.000 người. Đến năm 1966, Dân quân du kích trên toàn miền Nam là 301.354 người, trong đó có 152.037 người trực tiếp chiến đấu; năm 1967 đã tăng lên 302.638 người, có 154.159 người trực tiếp chiến đấu. Đến đầu năm 1975, Dân quân du kích tại miền Nam đạt tới 296.984 người, trong đó có 83.953 người trực tiếp tham gia chiến đấu (số lượng giảm bớt so với năm 1967 do nhiều chiến sĩ chuyển biên chế sang các đơn vị bộ đội chủ lực để chuẩn bị cho các chiến dịch lớn)

## Nghĩa vụ
Công dân Việt Nam, nam từ đủ 18 tuổi đến hết 45 tuổi, nữ từ đủ 18 tuổi đến hết 40 tuổi, chỉ trừ một số trường hợp đặc biệt, đều có nghĩa vụ tham gia huấn luyện dân quân tự vệ. Thời gian thực hiện nghĩa vụ dân quân tự vệ nói chung là 4 năm. Có thể xin thêm thời gian thực hiện nghĩa vụ, nam không quá 50 tuổi, nữ không quá 45 tuổi.

## Nhiệm vụ
Dân quân tự vệ có 7 nhiệm vụ:
- Sẵn sàng chiến đấu, chiến đấu và phục vụ chiến đấu để bảo vệ địa phương, cơ sở; phối hợp với các đơn vị bộ đội biên phòng, hải quân, cảnh sát biển và lực lượng khác bảo vệ chủ quyền, an ninh biên giới quốc gia và chủ quyền, quyền chủ quyền trên các vùng biển Việt Nam.
- Phối hợp với các đơn vị quân đội nhân dân, công an nhân dân và lực lượng khác trên địa bàn tham gia xây dựng nền quốc phòng toàn dân, khu vực phòng thủ; giữ gìn an ninh chính trị, trật tự, an toàn xã hội, bảo vệ Đảng, chính quyền, bảo vệ tính mạng, tài sản của nhân dân, tài sản của nhà nước.
- Thực hiện nhiệm vụ huấn luyện quân sự, giáo dục chính trị, pháp luật, hội thi, hội thao, diễn tập.
- Tham gia thực hiện các biện pháp về chiến tranh thông tin, chiến tranh không gian mạng theo quy định của pháp luật, quyết định của cấp có thẩm quyền.
- Phòng, chống, khắc phục hậu quả thảm họa, sự cố, thiên tai, dịch bệnh, cháy, nổ; tìm kiếm, cứu hộ, cứu nạn; bảo vệ rừng, bảo vệ môi trường và nhiệm vụ phòng thủ dân sự khác theo quy định của pháp luật.
- Tuyên truyền, vận động Nhân dân thực hiện đường lối, quan điểm của Đảng, chính sách, pháp luật của Nhà nước về quốc phòng, an ninh; tham gia xây dựng địa phương, cơ sở vững mạnh toàn diện, thực hiện chính sách xã hội.
- Thực hiện các nhiệm vụ khác theo quy định của pháp luật.

## Tổ chức
- Phân theo mức độ sử dụng, dân quân tự vệ chia làm:
  - Dân quân tự vệ nòng cốt: Dân quân tự vệ nòng cốt gồm những người đang thực hiện nghĩa vụ dân quân tự vệ.
  - Dân quân tự vệ rộng rãi: Dân quân tự vệ rộng rãi gồm những thành viên dân quân tự vệ nòng cốt đã hoàn thành nghĩa vụ dân quân tự vệ và công dân trong độ tuổi quy định.
- Phân theo mức độ cơ động, dân quân tự vệ nòng cốt chia làm ba loại: 
  - Dân quân cơ động: Là lực lượng thuộc dân quân tự vệ nòng cốt được tổ chức thành các đơn vị sẵn sàng cơ động làm nhiệm vụ trên các địa bàn khi có lệnh của cấp có thẩm quyền.
  - Dân quân tại chỗ: Ở địa phương gọi là dân quân, ở cơ quan gọi là tự vệ
  - Dân quân tự vệ phòng không, pháo binh, công binh, trinh sát, thông tin, phòng hóa, y tế.
- Phân theo biên chế, dân quân tự vệ nòng cốt chia làm hai loại: 
  - Dân quân tự vệ bộ binh
  - Dân quân tự vệ binh chủng
- Phân theo trọng điểm có:
  - Dân quân thường trực: Là lực lượng dân quân tự vệ nòng cốt làm nhiệm vụ thường trực sẵn sàng chiến đấu tại các địa bàn trọng điểm về quốc phòng, an ninh.
  - Dân quân tự vệ biển: Là lực lượng thuộc dân quân tự vệ nòng cốt được tổ chức ở cấp xã ven biển, xã đảo và cơ quan, tổ chức có phương tiện hoạt động trên biển để làm nhiệm vụ trên các vùng biển Việt Nam.

Dân quân tự vệ được biên chế thành đơn vị gồm:
- Tổ
- Tiểu đội, khẩu đội (đối với pháo binh)
- Trung đội
- Đại đội, hải đội (đối với dân quân tự vệ biển)
- Tiểu đoàn, hải đoàn (đối với dân quân tự vệ biển)

Tổ chức chỉ huy quân sự cơ sở gồm:
- Thôn đội: tổ chức tổ, tiểu đội, trung đội dân quân tại chỗ;
- Xã đội (Ban chỉ huy quân sự cấp xã): Tổ chức trung đội dân quân cơ động
- Ban chỉ huy quân sự ở đơn vị cơ sở: tổ chức tiểu đội, trung đội, đại đội, tiểu đoàn tự vệ. Cơ quan, tổ chức có phương tiện hoạt động trên biển tổ chức tiểu đội, trung đội, hải đội, hải đoàn tự vệ biển;
- Ban chỉ huy quân sự ở các cơ quan Trung ương

## Lãnh đạo
Dân quân tự vệ chịu sự lãnh đạo của Đảng Cộng sản Việt Nam; sự thống lĩnh của Chủ tịch nước; sự quản lý, điều hành của Chính phủ; sự lãnh đạo, chỉ đạo của cấp ủy Đảng, chính quyền địa phương các cấp; sự chỉ huy thống nhất của Bộ trưởng Bộ Quốc phòng và sự chỉ huy trực tiếp của chỉ huy trưởng cơ quan quân sự địa phương. Bí thư đảng ủy ban chỉ huy quân sự hoặc chính trị viên của lực lượng tự vệ là bí thư đảng bộ hoặc phó bí thư thường trực của các cấp chính quyền, đơn vị.
Dân quân Tự vệ chịu sự chỉ huy trực tiếp của Cục Dân quân Tự vệ, thuộc Bộ Tổng Tham mưu của Bộ Quốc phòng.